# Katzenschutzverordnung

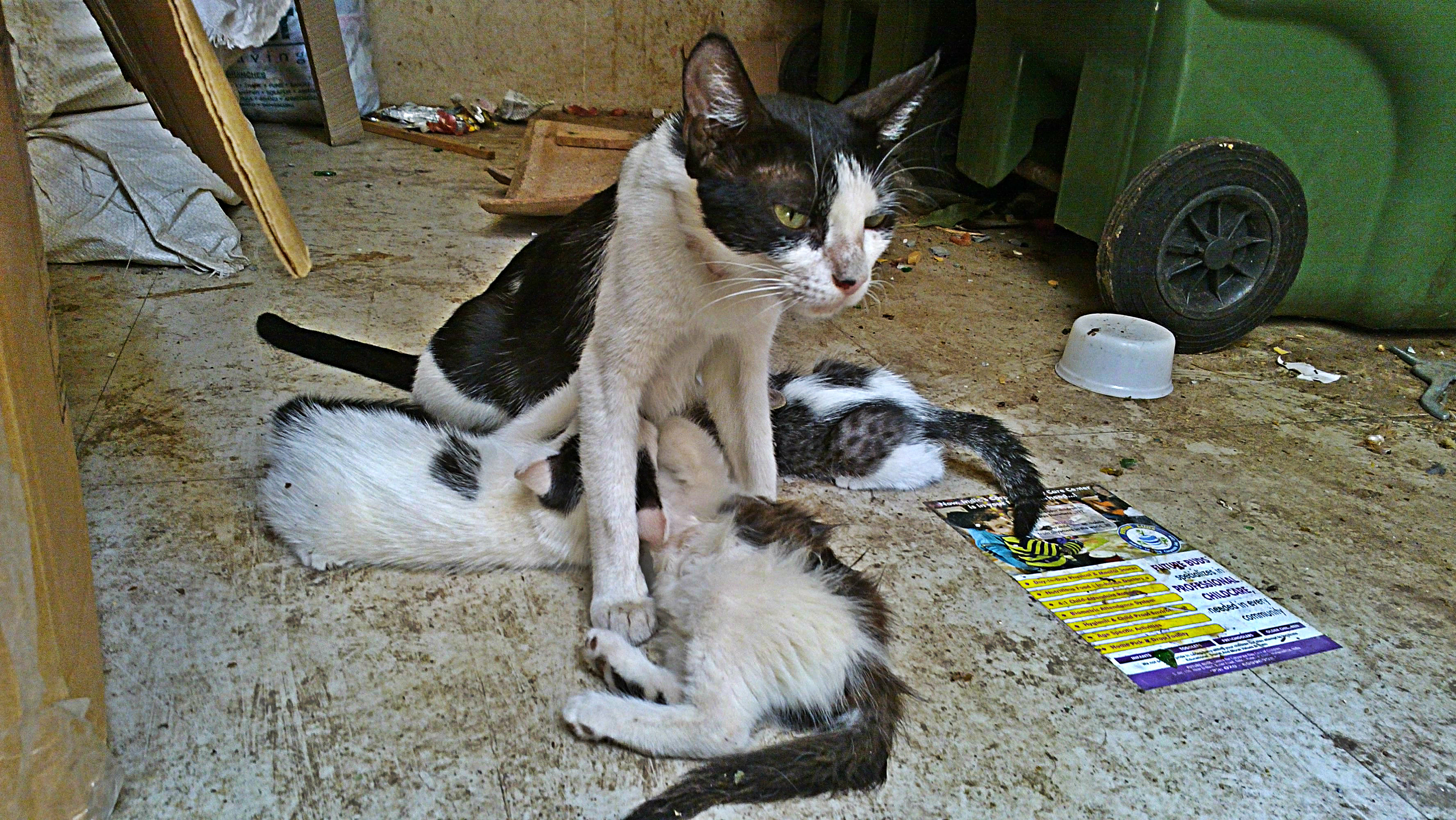
Verwahrloste Straßenkatze mit Jungtieren

Eine Katzenschutzverordnung ist eine Rechtsverordnung einer deutschen Landesregierung oder einer anderen Behörde aufgrund § 13b des Tierschutzgesetzes (TierSchG). Sie soll die zunehmende Population freilebender, verwilderter Katzen (sog. Streuner oder Straßenkatzen) und die damit einhergehenden Probleme verringern.

## Voraussetzungen
Die Festlegung bestimmter Gebiete zum Schutz freilebender Katzen setzt nach § 13b Satz 1 TierSchG voraus, dass in diesen Gebieten
1. an diesen Katzen festgestellte erhebliche Schmerzen, Leiden oder Schäden auf die hohe Anzahl dieser Tiere in dem jeweiligen Gebiet zurückzuführen sind und
2. durch eine Verminderung der Anzahl dieser Katzen innerhalb des jeweiligen Gebietes deren Schmerzen, Leiden oder Schäden verringert werden können (Ursächlichkeit der Populationsdichte für die Tierschutzprobleme bei den freilebenden Katzen).[2]

Zulässige Maßnahmen sind gem. § 13b Satz 3 und 4 TierSchG insbesondere
1. ein Verbot oder eine Einschränkung des unkontrollierten freien Auslaufs fortpflanzungsfähiger Katzen in dem jeweiligen Gebiet bei Unwirksamkeit anderer Maßnahmen mit unmittelbarem Bezug auf die freilebenden Katzen sowie
2. eine Pflicht zur Kennzeichnung und Registrierung der dort gehaltenen Katzen, die unkontrollierten freien Auslauf haben können.[2]

Die Landesregierungen können ihre Ermächtigung durch Rechtsverordnung auf andere Behörden übertragen (§ 13b Satz 5 TierSchG), denn die Probleme, die auf Grund einer hohen Populationsdichte freilaufender Katzen in einem bestimmten Gebiet entstehen, können regional sehr unterschiedlich sein, so dass es zweckmäßig ist, die konkrete Ausgestaltung der Regelungen den Landesregierungen zu überantworten.

## Situation in den einzelnen Bundesländern
Die meisten Flächenländer haben die Ermächtigung zum Verordnungserlass auf andere Behörden übertragen.
- Baden-Württemberg: Kommunen[4]
- Bayern: Kreisverwaltungsbehörden/Landratsämter[5]
- Berlin: Senat von Berlin[6]
- Brandenburg: Landkreise und kreisfreie Städte[7]
- Bremen: Senat der Freien Hansestadt Bremen[8]
- Hamburg: ab 1. Januar 2026 Senat der Freien und Hansestadt Hamburg[9]
- Hessen: in kreisfreien Städten der Oberbürgermeister, in den übrigen Gemeinden der Gemeindevorstand oder Magistrat[10][11]
- Mecklenburg-Vorpommern: Landräte und Oberbürgermeister kreisfreier Städte[12]
- Niedersachsen: Gemeinden; zur Vereinheitlichung der rund 480 Einzelverordnungen wurde am 21. Juni 2023 eine landesweite Verordnung beschlossen[13][14]
- Nordrhein-Westfalen: Kreisordnungbehörden[15][16][17][18]
- Rheinland-Pfalz: Landkreise[19]
- Saarland: Ministerium für Umwelt, Klimaschutz, Mobilität, Agrar und Verbraucherschutz[20]
- Sachsen: keine Verordnungen[21]
- Sachsen-Anhalt: Gemeinden[22]
- Schleswig-Holstein: Gemeinden[23]
- Thüringen: Landkreise und kreisfreie Städte als untere Tierschutzbehörden[24]

Es gibt in diversen Städten und Gemeinden fast aller Bundesländern außer Hamburg und Sachsen sogenannte Kastrations-, Kennzeichnungs- und Registrierungsverordnungen für Katzen.
In der Regel müssen die Halter von freilaufenden, fortpflanzungsfähigen Haus- und Rassekatzen ihre Tiere ab einem Alter von fünf Monaten auf eigene Kosten mittels Mikrochip kennzeichnen, in einem Haustierregister wie Findefix oder Tasso registrieren und durch Kastration unfruchtbar machen lassen. Verstöße können mit einem Bußgeld geahndet werden. Gegenüber nicht registrierten Katzen dürfen die Fundbehörden oder dazu ermächtigte Dritte, etwa Tierschutzvereine die Kennzeichnung und Registrierung vornehmen lassen. Die Halter oder Eigentümer sind insoweit zur Duldung verpflichtet.
Um das Problem der immer weiter anwachsenden Katzenpopulationen einzudämmen, befürwortet der Deutsche Tierschutzbund gemeinsam mit den ihm angeschlossenen Tierschutzvereinen eine möglichst flächendeckende Kastrations-, Kennzeichnungs- und Registrierungspflicht für Katzen.